# Базигиты
Базигиты — шиитская историческая секта в исламе. Верили, что Шестой Имам Джафар ас-Садик был богом, а все предшествующие имамы были его посланниками. Сегодня потомки сторонников этого течения являются традиционными шиитами-двунадесятниками. Название секты происходит от имени Базига ибн Юнуса.

## Верования
Базигиты верили, что:
- Имамами после Мухаммада были (в хронологическом порядке): Али, Хасан, Хусейн, Зейн аль-Абидин, Мухаммад аль-Бакир.
- Джафар ас-Садик был не имамом, а непосредственно богом.
- он управляет базигитами
- бог не выглядит как он, но предстал перед людьми в форме Джафара ас-Садика
- имамы до и после него — не боги
- всё, что рождается в сердце — открытие (или откровение)
- базигиты получают откровение
- среди них есть люди лучше некоторых ангелов и пророков Авраама и Мухаммада
- ни один базигит не умрёт, но достигшие совершенства будут вознесены на небеса
- могут видеть умерших утром и вечером